# Wikinfo
Wikinfo, do ledna 2004 známá jako Internet-Encyclopedia, je online wiki encyklopedie. Založena byla v červenci 2003 a jejím zakladatelem je Fred Bauder.
Na rozdíl od Wikipedie, která má pravidla o nezaujatém úhlu pohledu při psaní článků, se Wikiinfo snaží, aby bylo jedno téma popsáno různým způsobem z různých úhlů pohledu.